# 2026-os labdarúgó-világbajnokság-selejtező (UEFA – G csoport)
A 2026-os labdarúgó-világbajnokság európai selejtező, G csoportjának eredményeit tartalmazó lapja. A csoportban a csapatok körmérkőzéses, oda-visszavágós rendszerben játszanak egymással. A csoport győztese kijut a világbajnokságra, a csoport második helyezettje pótselejtezőn vesz részt.
A csoportban Hollandia, Lengyelország, Finnország, Litvánia és Málta szerepel. Hollandia a a Nemzetek Ligája 1. negyeddöntőjének veszteseként került a csoportba.

## Tabella
| Hely. | Csapat        | M | Gy | D | V | G+ | G– | Gk  | P | Továbbjutás                      |     | Finnország | Hollandia | Lengyelország | Litvánia  | Málta    |
| ----- | ------------- | - | -- | - | - | -- | -- | --- | - | -------------------------------- | --- | ---------- | --------- | ------------- | --------- | -------- |
| 1.    | Finnország    | 4 | 2  | 1 | 1 | 5  | 5  | 0   | 7 | Kijut a 2026-os világbajnokságra |     | —          | 0–2       | 2–1           | okt. 9.   | nov. 14. |
| 2.    | Hollandia     | 2 | 2  | 0 | 0 | 10 | 0  | +10 | 6 | Pótselejtezőn vesz részt         |     | okt. 12.   | —         | szept. 4.     | nov. 17.  | 8–0      |
| 3.    | Lengyelország | 3 | 2  | 0 | 1 | 4  | 2  | +2  | 6 |                                  |     | szept. 7.  | nov. 14.  | —             | 1–0       | 2–0      |
| 4.    | Litvánia      | 3 | 0  | 2 | 1 | 2  | 3  | −1  | 2 |                                  | 2–2 | szept. 7.  | okt. 12.  | —             | szept. 4. |          |
| 5.    | Málta         | 4 | 0  | 1 | 3 | 0  | 11 | −11 | 1 |                                  | 0–1 | okt. 9.    | nov. 17.  | 0–0           | —         |          |

## Mérkőzések
A csoportok sorsolását 2024. december 13-án tartották Zürichben. A menetrendet az UEFA a sorsolást követően, aznap közzétette. Az időpontok közép-európai idő szerint, zárójelben helyi idő szerint értendők.
| 2025. március 21. 20:45 |

| Málta | 0–1               | Finnország |
| ----- | ----------------- | ---------- |
|       | (0–1) Jegyzőkönyv | Antman 38' |

| Nemzeti Stadion, Ta’ Qali Nézőszám: 5106 Játékvezető: Simone Sozza (olasz) |

| 2025. március 21. 20:45 |

| Lengyelország   | 1–0               | Litvánia |
| --------------- | ----------------- | -------- |
| Lewandowski 81' | (0–0) Jegyzőkönyv |          |

| Nemzeti Stadion, Varsó Nézőszám: 55 738 Játékvezető: Anasztásziosz Szidirópulosz (görög) |

| 2025. március 24. 18:00 (19:00 UTC+2) |

| Litvánia               | 2–2               | Finnország                            |
| ---------------------- | ----------------- | ------------------------------------- |
| Kučys 39' Kineitis 69' | (1–2) Jegyzőkönyv | Kairinen 4' Pohjanpalo 17' (11-esből) |

| Darius és Girėnas Stadion, Kaunas Nézőszám: 10 421 Játékvezető: Erik Lambrechts (belga) |

| 2025. március 24. 20:45 |

| Lengyelország     | 2–0               | Málta |
| ----------------- | ----------------- | ----- |
| Świderski 27' 51' | (1–0) Jegyzőkönyv |       |

| Nemzeti Stadion, Varsó Nézőszám: 45 872 Játékvezető: Morten Krogh (dán) |

| 2025. június 7. 18:00 |

| Málta | 0–0         | Litvánia |
| ----- | ----------- | -------- |
|       | Jegyzőkönyv |          |

| Nemzeti Stadion, Ta’ Qali Nézőszám: 2785 Játékvezető: Marian Barbu (román) |

| 2025. június 7. 20:45 (21:45 UTC+3) |

| Finnország | 0–2               | Hollandia             |
| ---------- | ----------------- | --------------------- |
|            | (0–2) Jegyzőkönyv | Depay 6' Dumfries 23' |

| Olimpiai Stadion, Helsinki Nézőszám: 29 483 Játékvezető: Daniel Siebert (német) |

| 2025. június 10. 20:45 (21:45 UTC+3) |

| Finnország                            | 2–1               | Lengyelország |
| ------------------------------------- | ----------------- | ------------- |
| Pohjanpalo 31' (11-esből) Källman 64' | (1–0) Jegyzőkönyv | Kiwior 69'    |

| Olimpiai Stadion, Helsinki Nézőszám: 16 511 Játékvezető: João Pinheiro (portugál) |

| 2025. június 10. 20:45 |

| Hollandia                                                                               | 8–0               | Málta |
| --------------------------------------------------------------------------------------- | ----------------- | ----- |
| Depay 9' (11-esből) 16' Van Dijk 20' Simons 61' Malen 74' 80' Lang 78' Van de Ven 90+2' | (3–0) Jegyzőkönyv |       |

| Euroborg, Groningen Nézőszám: 21 006 Játékvezető: Ricardo de Burgos Bengoetxea (spanyol) |

| 2025. szeptember 4. 20:45 (21:45 UTC+3) |

| Litvánia | –           | Málta |
| -------- | ----------- | ----- |
|          | Jegyzőkönyv |       |

|  |

| 2025. szeptember 4. 20:45 |

| Hollandia | –           | Lengyelország |
| --------- | ----------- | ------------- |
|           | Jegyzőkönyv |               |

|  |

| 2025. szeptember 7. 18:00 (19:00 UTC+3) |

| Litvánia | –           | Hollandia |
| -------- | ----------- | --------- |
|          | Jegyzőkönyv |           |

|  |

| 2025. szeptember 7. 20:45 |

| Lengyelország | –           | Finnország |
| ------------- | ----------- | ---------- |
|               | Jegyzőkönyv |            |

| Śląski Stadion, Chorzów |

| 2025. október 9. 20:45 (21:45 UTC+3) |

| Finnország | –           | Litvánia |
| ---------- | ----------- | -------- |
|            | Jegyzőkönyv |          |

|  |

| 2025. október 9. 20:45 |

| Málta | –           | Hollandia |
| ----- | ----------- | --------- |
|       | Jegyzőkönyv |           |

|  |

| 2025. október 12. 20:45 (21:45 UTC+3) |

| Litvánia | –           | Lengyelország |
| -------- | ----------- | ------------- |
|          | Jegyzőkönyv |               |

|  |

| 2025. október 12. 18:00 |

| Hollandia | –           | Finnország |
| --------- | ----------- | ---------- |
|           | Jegyzőkönyv |            |

|  |

| 2025. november 14. 18:00 (19:00 UTC+2) |

| Finnország | –           | Málta |
| ---------- | ----------- | ----- |
|            | Jegyzőkönyv |       |

|  |

| 2025. november 14. 20:45 |

| Lengyelország | –           | Hollandia |
| ------------- | ----------- | --------- |
|               | Jegyzőkönyv |           |

|  |

| 2025. november 17. 20:45 |

| Málta | –           | Lengyelország |
| ----- | ----------- | ------------- |
|       | Jegyzőkönyv |               |

|  |

| 2025. november 17. 20:45 |

| Hollandia | –           | Litvánia |
| --------- | ----------- | -------- |
|           | Jegyzőkönyv |          |

|  |